# فرانکلین لوئیس
فرانکلین دین لوئیس (درگذشتهٔ ٢٠٢٢ ) دانشیار زبان و ادبیات فارسی در گروه زبان‌ها و تمدن‌های خاور نزدیک در دانشگاه شیکاگو بود. او همچنین معاون مرکز مطالعات خاورمیانه در این دانشگاه است. پایان‌نامه دوره دکتری لوئیس درباره حکیم سنایی، برنده جایزه بهترین رساله سال، از بنیاد مطالعات ایرانی در سال ۱۹۹۵ شده‌است.
لوئیس در دانشگاه یو سی برکلی تحصیل کرد و  سپس دکترا را در گروه زبان‌ها و تمدن‌های خاورنزدیک در دانشگاه شیکاگو انجام داد. لوئیس، سابقاً در دانشکده مطالعات خاورمیانه و آسیای جنوبی دانشگاه Emory، زبان فارسی تدریس می‌کرد. او رئیس گروه زبان‌ها و تمدن‌های خاور نزدیک در دانشگاه شیکاگو و رئیس انجمن آمریکایی ایرانشناسی بود.
لوئیس از برجسته‌ترین مولوی‌پژوهان غرب است. کتاب محققانه و حجیم او درباره مولانا با نام «مولانا: دیروز تا امروز، شرق تا غرب» که نخستین بار در سال ۲۰۰۰ منتشر شد، چندین جایزه دریافت کرده‌است. به نوشتهٔ حسن لاهوتی «عموماً در آمریکا کلمن بارکس را به‌عنوان مولوی‌شناس به حساب می‌آورند، اما باید یادآور شد که به‌خاطر تسلط بر زبان فارسی، تحقیقات مولوی‌پژوهی فرانکلین دین لوئیس و ویلیام چیتیک بسیار گسترده‌تر و اصیل‌تر است».

## آثار
- مولوی: دیروز و امروز، شرق و غرب. ترجمهٔ فرهاد فرهمندفر، نشر ثالث، ۱۳۸۳
- مولانا: دیروز تا امروز، شرق تا غرب. ترجمهٔ حسن لاهوتی، نشر نامک، ۱۳۸۴

نوشته‌های او به زبان انگلیسی:
- guest edited special issue of Iranian Studies (v48, #3, 2015) on Ferdowsi's Shahnameh as World Literature http://www.tandfonline.com/toc/cist20/48/3#.VYjsC0YYGvl
- translation of Mohammad Ali Jamalzadeh, Maʽsumeh of Shiraz, (1954 Persian novella معصومه شیرازی), Association for the Study of Persian Literature, 2013) https://web.archive.org/web/20160304054223/http://www.persian-literature.org/wp-content/uploads/2013/07/masumeh-1.pdf
- translation of Zoya Pirzad, Things We Left Unsaid, Zoya Pirzad (2002 Persian novel چراغ ها را من خاموش می کنم، Tehran: Nashr-e Markaz), English translation by Franklin Lewis (London: Oneworld Classics, May 2012).
- Mystical Poems of Rumi, translated by A.J. Arberry. Corrected one-volume edition with foreword by Franklin Lewis (Chicago: University of Chicago Press, 2009), 439pp.
- Rumi: Swallowing the Sun (Oxford: Oneworld, 2008), xxxiii+207pp. (Translation of selected poems of Jalâl al-Din Rumi, arranged by persona/voice/mode and with translation, notes and introduction).
- The Necklace of the Pleiades: Studies in Persian Literature and Culture, edited by Franklin Lewis and Sunil Sharma (Amsterdam: Rozenberg and Purdue University Press, 2007; new edition, Amsterdam University Press and Leiden University Press, 2010), 370pp.
- The Colossal Elephant and His Spiritual Feats: Shaykh Ahmad-e Jâm. The Life and Legendary Vita of a Popular Sufi Saint of the 12th Century. Edited and translated by Heshmat Moayyad and Franklin Lewis (Costa Mesa, CA: Mazda Publishers, 2004), 460pp.
- Rumi: Past and Present, East and West. The Life Teachings and Poetry of Jalâl al-Din Rumi. Foreword by Julie Meisami (Oxford: One World Publications, 2000), xvii+686pp. Reprints 2001, 2003. Revised expanded edition, 2007. Awards: British Society for Middle Eastern Studies, British-Kuwaiti Friendship Society for the Best Book in Middle Eastern Studies published in the UK in 2000; Encyclopædia Iranica Foundation, 2001; Saidi-Sirjani Award (Hon. Mention), Society of Iranian Studies, 2004.
- Mowlavi: Diruz o emruz, sharq o gharb, Persian translation by Farhād Farahmandfar (Tehran: Nashr-e Sāles, 1383 Sh./ 2004).
- Mowlānā: diruz tā emruz, sharq tā gharb, collaborative Persian translation by Hassan Lahouti with Franklin Lewis, including author’s preface to the translation (Tehran: Nashr-e Nāmak, 1384 Sh./2005; 2nd ed., 1385 Sh./2006.
- Mevlânâ: Geçmiş ve şimdi, Doğu ve Batı (Mevlânâ Celâleddin Rumi’nin Hayatı, öğretisi ve şiiri, Turkish Trans. by (Hamide Kokuyan &) Gül Çağali Güven, ed. Safi Argapus (Istanbul: Kabalcı Yayınevi, 2010).
- Rumi før og nu, Øst og Vest. Jalal al-Din Rumis liv, lære og digtning. Danish translation by Rasmus Chr. Elling. Carsten Niebuhr Biblioteket (Copenhagen: Forlaget Vandkunsten, 2010).
- In a Voice of Their Own: A Collection of Stories by Iranian Women written since the Revolution of 1979, edited and translated, with introduction and annotated bibliography by Franklin Lewis and Farzin Yazdanfar (Costa Mesa, CA: Mazda Publishers, 1996). liv+153pp.

مقالات او در ایرانیکا:
- http://www.iranicaonline.org/articles/golestan-e-sadi - مقاله گلستان سعدی
- https://web.archive.org/web/20111228115715/http://www.iranicaonline.org/articles/hafez-vii-viii - مقاله حافظ و رندی
- http://www.iranicaonline.org/articles/hafez-ix - مقاله حافظ و موسیقی
- https://www.theguardian.com/commentisfree/belief/2009/nov/30/rumi-masnavi-muslim-poetry سری هشت مقاله کوتاه در مورد مثنوی مولانا در روزنامه The Guardian